# Ringwall Burgring

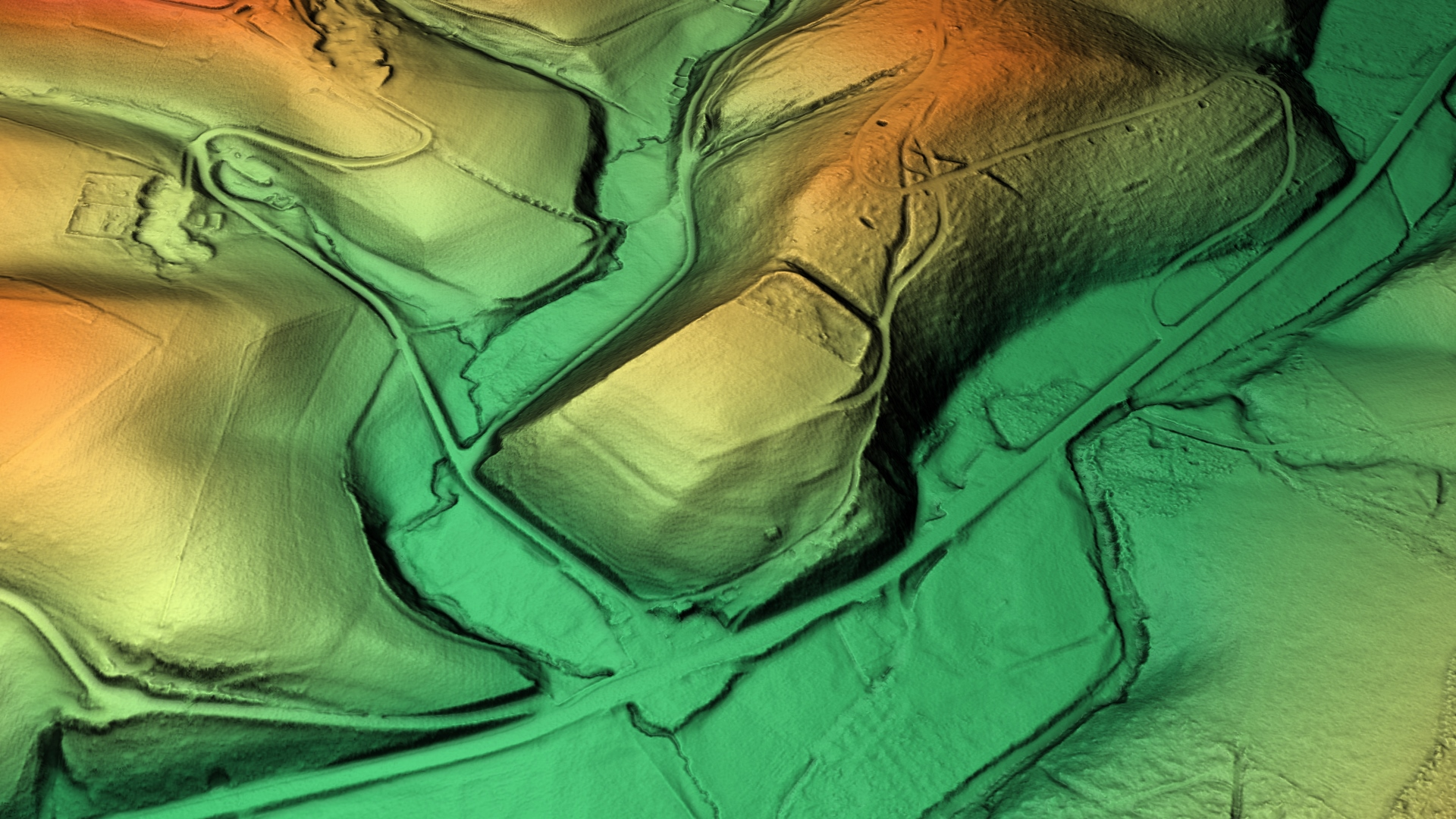
3D-Ansicht des digitalen Geländemodells

Der Ringwall Burgring ist eine abgegangene Ringwallanlage nördlich der Gebäude von Sürth an der Landstraße 286 von Kürten nach Wipperfürth in Nordrhein-Westfalen.

## Beschreibung
Westlich der Ringwallanlage verläuft die Straße nach Siefen und Burgheim. Nördlich wird sie begrenzt durch die Bachaue des kleinen Bächleins Sürth, das nach einer kurzen Strecke in die Kürtener Sülz mündet. Nordöstlich schließt sich das Naturschutzgebiet Sürthtal an. Die zum größten Teil zerstörte Burganlage hatte ursprünglich eine Größe von 140 X 80 m. Erhalten geblieben ist ein Teil des Walls im nordöstlich angrenzenden Wald (siehe Foto). In dem nach Südwesten anschließenden Wiesengelände hat man den Wall eingeebnet, so dass man heute nur noch eine Geländeterrasse erkennt. Zur Zeit, als hier noch Ackerbau betrieben wurde, hat man mittelalterliche Gefäßscherben gefunden, deren Zeitstellung aber nicht genau bekannt ist. Es wird angenommen, dass die Ringburg aus dem 10./11. Jahrhundert stammt.
- 3D-Geländemodell der Wallanlage